# Segobang
Segobang is een bestuurslaag in het regentschap Banyuwangi van de provincie Oost-Java, Indonesië. Segobang telt 5201 inwoners (volkstelling 2010).